# Filomeno do Nascimento Vieira Dias
Filomeno do Nascimento Vieira Dias (Luanda, 18 aprile 1958) è un arcivescovo cattolico angolano, dall'8 dicembre 2014 arcivescovo metropolita di Luanda.

## Biografia
Filomeno do Nascimento Vieira Dias è nato il 18 aprile 1958 a Luanda, omonima provincia ed arcidiocesi, capitale nella parte nord-occidentale dell'allora Africa Occidentale Portoghese (oggi Repubblica di Angola). Appartiene ad un'illustre famiglia fortemente legata al Movimento Popolare di Liberazione dell'Angola (MPLA): è cugino dal generale Hélder Vieira Dias, noto come "Kopelipa", membro della cerchia ristretta dell'ex presidente José Eduardo dos Santos; è cugino anche del musicista Ruy Alberto Vieira Dias Mingas, che ha composto la musica di Angola avante!, l'inno nazionale; è pronipote del musicista ed attivista politico Carlos Aniceto Vieira Dias, noto come "Liceu", fondatore della band Ngola Ritmos oltre che del MPLA.

### Formazione e ministero sacerdotale
Dopo aver compiuto gli studi primari, seguendo la precoce vocazione al sacerdozio si è iscritto al seminario minore dei cappuccini a Luanda, passando poi al Seminario maggiore "Cristo Re" a Huambo.
In seguito si è trasferito a Roma, in Italia, dove ha conseguito la licenza in teologia alla Pontificia università urbaniana, la laurea in teologia alla Pontificia Università Lateranense e la licenza in filosofia alla Pontificia Università Gregoriana; qui ha anche conseguito un diploma in prassi giuridico-amministrativa nella scuola pratica della Congregazione per il clero. Inoltre ha seguito un corso fondamentale di giornalismo prima a Luanda e poi all'Institut catholique di Parigi.
Ha ricevuto l'ordinazione sacerdotale il 30 ottobre 1983, venticinquenne, incardinandosi come presbitero dell'arcidiocesi di Luanda. In seguito è stato vicario parrocchiale, rettore del Seminario minore propedeutico di Luanda, docente di filosofia, teologia fondamentale, storia dell'Africa, filosofia africana, filosofia contemporanea e di etica teologica, parroco ed assistente di alcune comunità di religiose, rettore del Seminario maggiore di Luanda e vice-rettore dell'Università Cattolica.
Ha fatto parte di varie commissioni diocesane ed è stato membro dell'Associazione Internazionale "Jacques Maritain" per gli studi sullo sviluppo. Ha fatto anche parte del Consiglio di sorveglianza dell'Associazione delle università di lingua portoghese ed è stato membro dell'Angola Educational Assistance Fund, con sede a Boston, e della Società scientifica dell'Università Cattolica del Portogallo.

### Ministero episcopale

#### Vescovo ausiliare di Luanda
Il 4 ottobre 2003 papa Giovanni Paolo II lo ha nominato, quarantacinquenne, vescovo ausiliare di Luanda assegnandogli contestualmente la sede titolare di Fiumepiscense. Ha ricevuto la consacrazione episcopale l'11 gennaio seguente, nel Pavilhão Desportivo da Cidadela a Luanda, per imposizione delle mani del cardinale Alexandre do Nascimento, arcivescovo emerito di Luanda, assistito dai co-consacranti monsignori Giovanni Angelo Becciu, arcivescovo titolare di Roselle e nunzio apostolico in Angola e São Tomé e Príncipe nonché futuro cardinale, e Damião António Franklin, arcivescovo metropolita di Luanda. Come suo motto episcopale ha scelto Gaudium et spes, che tradotto vuol dire "Gioia e speranza".
Il 22 ottobre 2004 si è recato in Vaticano, assieme ad altri membri dell'episcopato angolano, per la visita ad limina apostolorum, allo scopo di discutere con il pontefice della situazione e dei problemi relativi all'arcidiocesi.

#### Vescovo di Cabinda
L'11 febbraio 2005 lo stesso papa Giovanni Paolo II lo ha nominato, quarantaseienne, vescovo di Cabinda; è succeduto al settantasettenne Paulino Fernandes Madeca, primo vescovo della diocesi, contestualmente dimessosi per raggiunti limiti d'età dopo ventun anni di governo pastorale.
I suoi legami personali con Cabinda si erano limitati ad un periodo di ministero parrocchiale all'inizio della sua carriera. Per questo motivo e per via dei suoi legami familiari con il presidente José Eduardo dos Santos, la nomina di Vieira Dias è stata controversa ed è stata accolta con massicce proteste dai fedeli della diocesi. Il suo predecessore, al contrario, era noto per essere solidale con la causa separatista cabindana.
La Conferenza episcopale di Angola e São Tomé (CEAST) ha denunciato l'opposizione dei cattolici di Cabinda alla nomina di Vieira Dias ed ha messo in guardia contro la politicizzazione della Chiesa. In assenza di Vieira Dias, Eugenio Dal Corso, allora vescovo di Saurimo e futuro cardinale, è stato inviato a Cabinda in luglio per diventare amministratore apostolico della diocesi. Il 18 luglio è stato picchiato mentre si preparava a celebrare la messa nella chiesa dell'Immacolata Concezione ed ha dovuto essere portato in ospedale. Dal Corso ha risposto chiudendo la parrocchia e sospendendo il suo parroco, Jorge Casimiro Congo. Poco dopo i sacerdoti locali, compreso il vicario generale di Cabinda, Raul Tati, hanno protestato scrivendo al Vaticano una richiesta di dimissioni di Dal Corso, che ha risposto destituendo padre Tati dalla sua carica. Molti sacerdoti cabindani hanno scioperato in solidarietà con i sacerdoti sospesi e si sono rifiutati di celebrare la messa. Sebbene la CEAST affermasse di ritenere i sacerdoti "completamente" responsabili della mancata celebrazione della messa, padre Congo ha risposto che non si era tenuto alcun dialogo con il clero ed il popolo cabindano. Nel frattempo, il Fronte per la liberazione dell'enclave di Cabinda ha affermato di ritenere la CEAST responsabile dello scontro e che la conferenza episcopale fosse manipolata dal governo angolano.
Il nunzio Giovanni Angelo Becciu ha sottolineato che la nomina di Vieira Dias era una questione di prerogativa pontificia e non sarebbe stata revocata; poco dopo è arrivato a Cabinda per incontrare Dal Corso, e mentre ha tenuto un incontro "fraterno" con i sacerdoti cabindani, il suo incontro con i laici è stato "ostile" e la sua macchina è stata lapidata dalla folla.
All'inizio di dicembre 2005 è stato raggiunto un accordo per la ripresa della celebrazione delle messe, mentre alla fine di marzo 2006 la CEAST ha dichiarato che la vita religiosa della diocesi di Cabinda era tornata alla normalità. Dopo la normalizzazione della situazione, monsignor Vieira Dias ha preso possesso della diocesi durante una cerimonia svoltasi presso la cattedrale di Nostra Signora Regina del Mondo a Cabinda il 10 giugno 2006.
È stato coordinatore del viaggio apostolico di papa Benedetto XVI in Angola, svoltosi tra il 20 ed il 23 marzo 2009.
Il 29 ottobre 2011 si è recato nuovamente in Vaticano per la visita ad limina.
Il 29 marzo 2014 papa Francesco lo ha nominato membro del Pontificio consiglio della cultura per un mandato rinnovabile di un quinquennio.

#### Arcivescovo metropolita di Luanda
L'8 dicembre 2014 papa Francesco lo ha promosso, cinquantaseienne, arcivescovo metropolita di Luanda; è succeduto a Damião António Franklin, deceduto il 28 aprile precedente a soli sessantatré anni. Gli osservatori locali hanno contestato l'importanza dei suoi legami personali con il governo. Ha preso possesso dell'arcidiocesi durante una cerimonia svoltasi presso la cattedrale di Nostra Signora dei Rimedi a Luanda il 24 gennaio 2015. Il 29 giugno successivo, giorno della solennità dei Santi Pietro e Paolo, si è recato nella basilica di San Pietro in Vaticano, dove il papa gli ha consegnato il pallio, simbolo di comunione tra il metropolita e la Santa Sede, che gli è stato imposto in una cerimonia successiva. Dopo il trasferimento ha continuato a reggere la diocesi di Cabinda come amministratore apostolico fino al 7 ottobre 2018, giorno dell'installazione del suo successore Belmiro Cuica Chissengueti, C.S.Sp.
Il 9 novembre 2015 è stato eletto presidente della Conferenza episcopale di Angola e São Tomé, succedendo a Gabriel Mbilingi, arcivescovo metropolita di Lubango. Ha terminato il suo mandato l'11 ottobre 2021.
Il 17 giugno 2019 ha compiuto una terza visita ad limina, mentre il 13 settembre successivo ha assistito, nella Sala dei Trattati del Palazzo Apostolico, alla cerimonia di firma dell'accordo quadro tra la Santa Sede e la Repubblica di Angola, che definisce il quadro giuridico delle relazioni tra la Chiesa cattolica e lo Stato angolano riconoscendo la personalità giuridica pubblica della Chiesa e delle sue Istituzioni, nonché il libero esercizio della sua missione apostolica e il suo contributo specifico nelle diverse aree della vita sociale.
Secondo quanto riferito, il governo angolano è rimasto sconvolto dal fatto che nel concistoro del 5 ottobre 2019 papa Francesco non lo abbia creato cardinale, scegliendo invece l'ottantenne missionario italiano Eugenio Dal Corso, vescovo emerito di Benguela.

## Genealogia episcopale e successione apostolica
La genealogia episcopale è:
- Cardinale Scipione Rebiba
- Cardinale Giulio Antonio Santori
- Cardinale Girolamo Bernerio, O.P.
- Arcivescovo Galeazzo Sanvitale
- Cardinale Ludovico Ludovisi
- Cardinale Luigi Caetani
- Cardinale Ulderico Carpegna
- Cardinale Paluzzo Paluzzi Altieri degli Albertoni
- Papa Benedetto XIII
- Papa Benedetto XIV
- Papa Clemente XIII
- Cardinale Giovanni Francesco Albani
- Cardinale Carlo Rezzonico
- Cardinale Antonio Dugnani
- Arcivescovo Jean-Charles de Coucy
- Cardinale Gustave-Maximilien-Juste de Croÿ-Solre
- Vescovo Charles-Auguste-Marie-Joseph Forbin-Janson
- Cardinale François-Auguste-Ferdinand Donnet
- Vescovo Charles-Emile Freppel
- Cardinale Louis-Henri-Joseph Luçon
- Cardinale Charles-Henri-Joseph Binet
- Cardinale Maurice Feltin
- Cardinale Jean-Marie Villot
- Arcivescovo Giovanni De Andrea
- Cardinale Alexandre do Nascimento
- Arcivescovo Filomeno do Nascimento Vieira Dias

La successione apostolica è:
- Arcivescovo José Manuel Imbamba (2008)
- Vescovo Belmiro Cuica Chissengueti, C.S.Sp. (2018)
- Vescovo Maurício Agostinho Camuto, C.S.Sp. (2020)
- Vescovo António Lungieki Pedro Bengui (2022)